# Rino Brezina
Rino Brezina, född 9 juni 1951 i Tjeckoslovakien, död 23 juni 2023 i Sankt Nicolai distrikt i Nyköping, var en svensk regissör och skådespelare verksam i den fria gruppen Teater Sörmland. Han studerade drama och film vid Lunds universitet och startade 1975 teatergruppen Småfolket i Lund. Denna blev sedermera till Teater Sörmland.  2005 erhöll han Sörmlands läns landstings kulturstipendium.
Brezina var far till skådespelaren Robin Stegmar och hade ytterligare tre barn.

## Filmroller
- 2017 – Moving Sweden 2060
- 2013 – Wallander – Sorgfågeln
- The Stig-Helmer Story (2011)
- Sökarna - Återkomsten (2006)
- Den vita lejoninnan (1996)
- Petri tårar (1995)
- Fasadklättraren (1991)
- Hunden som log (film) (1989)
- Jag är här (1989)